# (7958) Leakey
(7958) Leakey est un astéroïde de la ceinture principale de la famille de Hungaria.

## Description
(7958) Leakey est un astéroïde de la ceinture principale, membre de la famille de Hungaria. Il présente une orbite caractérisée par un demi-grand axe de 1,88 UA, une excentricité de 0,08 et une inclinaison de 22,0° par rapport à l'écliptique.

## Compléments